# Denny Wright
Denny Wright, rodným jménem Denys Justin Wright, (6. května 1924 – 8. února 1992) byl anglický kytarista. Jeho prvním nástrojem byl klavír, později přešel ke kytaře. Profesionálně začal hrát ještě před vypuknutím druhé světové války, tedy ještě v době studií. V prvních letech války hrál v různých londýnských jazzových klubech. Kolem roku 1941 poprvé hrál s houslistou Stéphanem Grappellim. Kvůli úrazu, který utrpěl v dětství, nebyl schopen nastoupit do armády, a tak působil alespoň v zábavní organizaci ENSA, která měla za úkol bavit vojáky. Později byl členem kapely skifflového zpěváka Lonnieho Donegana. Během své kariéry spolupracoval s řadou dalších hudebníků. V roce 1971 vydal vlastní album nazvané Mr Guitar. Zemřel na rakovinu močového měchýře ve věku 67 let.